# Kobaltnaschvogel

Weibchen in grünen Farben

Der Kobaltnaschvogel (Cyanerpes caeruleus) auch Purpurnaschvogel ist eine Vogelart der Gattung der Türkisvögel (Cyanerpes) aus der Familie der Tangaren (Thraupidae). Man findet ihn im tropischen Amerika (Neotropis) von Kolumbien und Venezuela südlich bis nach Brasilien sowie auf Trinidad. Es wurden auch einige (vielleicht ausgesetzte) Exemplare von Tobago gemeldet.
Der natürliche Lebensraum des Kobaltnaschvogels ist das Kronendach des Waldes, aber er ist auch in Kakao- und Zitrusplantagen anzutreffen. Das Weibchen baut ein kleines napfförmiges Nest in einem Baum und bebrütet dort ein Gelege von zwei weißen, braun gesprenkelten Eiern.
Der Kobaltnaschvogel ist 11,5 cm lang, wiegt 12 g und besitzt einen langen, schwarzen, nach unten gebogenen Schnabel. Das Männchen ist violett mit schwarzen Flügeln, Schwanz und Bauch sowie leuchtend gelben Beinen. Weibchen und Jungvögel haben eine grüne Ober- und eine grün gestrichelte, beige-gelbe Unterseite. Ihre Kehle ist zimtfarben, und sie besitzen einen blauen Bartstreif.
Bei der Trinidader Unterart C. c. longirostris ist der Schnabel länger als bei den kontinentalen Formen. Der Ruf des Kobaltnaschvogels ist ein hohes srii.
Der Kobaltnaschvogel bildet häufig kleine Gruppen. Er ernährt sich von Nektar, Beeren und Insekten, hauptsächlich in den Baumkronen. Er antwortet bereitwillig auf den Ruf des Brasilzwergkauzes (Glaucidium brasilianum) (portugiesisch: caburé).

## Systematik und Verbreitung
Neben der Nominatform sind vier Unterarten beschrieben:
- Cyanerpes caeruleus chocoanus (Hellmayr, 1920) – West-Kolumbien bis West-Ecuador

- Cyanerpes caeruleus microrhynchus  (Berlepsch, 1884) – Ost-Kolumbien, Süd-Venezuela, Nord-Bolivien bis in den westlichen Teil des brasilianischen Amazonasgebiets

- Cyanerpes caeruleus longirostris (Cabanis, 1851) – Trinidad

- Cyanerpes caeruleus hellmayri  (Gyldenstolpe, 1945) – Guyana